# Guillermina Cossio
Guillermina Cossio (* 16. November 2000) ist eine argentinische Leichtathletin, die sich auf den Sprint spezialisiert hat.

## Sportliche Laufbahn
Erste Erfahrungen bei internationalen Meisterschaften sammelte Guillermina Cossio im Jahr 2016, als sie bei den U18-Südamerikameisterschaften in Concordia in 12,19 s den siebten Platz im 100-Meter-Lauf belegte und über 200 Meter mit 25,67 s auf Rang fünf gelangte. Im Jahr darauf belegte sie bei den U20-Südamerikameisterschaften in Leonora in 12,09 s den sechsten Platz über 100 Meter und wurde in 24,92 s auch im 200-Meter-Lauf Sechste. Zudem belegte sie im Staffelbewerb in 48,29 s den fünften Platz. Anschließend schied sie bei den U18-Weltmeisterschaften in Nairobi mit 12,13 s im Halbfinale über 100 Meter aus und kam über 200 Meter mit 24,94 s nicht über den Vorlauf hinaus. 2018 schied sie bei den U20-Weltmeisterschaften in Tampere mit 11,83 s in der ersten Runde über 100 Meter aus und anschließend schied sie bei den U23-Südamerikameisterschaften in Cuenca mit 12,18 s im Vorlauf aus. Über 200 Meter belegte sie in 24,83 s den siebten Platz und mit der 4-mal-400-Meter-Staffel gelangte sie mit  3:45,67 min auf den fünften Platz. Im Jahr darauf belegte sie bei den U20-Südamerikameisterschaften in Cali in 12,21 s den siebten Platz über 100 Meter und gelangte mit 24,94 s auf Rang sechs über 200 Meter. 2021 gewann sie bei den U23-Südamerikameisterschaften in Guayaquil in 11,79 s die Bronzemedaille über 100 Meter hinter der Ecuadorianerin Anahí Suárez und Gabriela Mourão aus Brasilien und über 200 Meter gewann sie in 23,98 s die Bronzemedaille hinter Anahí Suárez und Letícia Lima aus Brasilien. Zudem gewann sie in der Mixed-Staffel in 4:06,66 min die Bronzemedaille hinter den Teams aus Brasilien und Ecuador. Anschließend schied sie bei den Panamerikanischen Juniorenspielen in Cali mit 11,75 s in der ersten Runde über 100 Meter aus und wurde über 200 Meter im Vorlauf disqualifiziert.
2025 schied sie bei den Südamerikameisterschaften in Mar del Plata mit 24,26 s in der Vorrunde über 200 Meter aus und gewann mit der 4-mal-100-Meter-Staffel in 46,57 s gemeinsam mit Belén Fritzsche, María Florencia Lamboglia und Valentina Napolitano die Bronzemedaille hinter den Teams aus Brasilien und Ecuador.
2018 wurde Cossio argentinische Meisterin im 100-Meter-Lauf.

## Persönliche Bestzeiten
- 100 Meter: 11,68 s (+1,2 m/s), 18. September 2021 in Buenos Aires
- 200 Meter: 23,98 s (+0,3 m/s), 17. Oktober 2021 in Guayaquil